# Éric Berthou
Éric Berthou (Brest, 23 gennaio 1980) è un ex ciclista su strada francese.

## Palmarès

### Strada
- 1998 (Juniores)

Classifica generale Penn Ar Bed-Pays d'Iroise
- 2002 (Dilettanti)

Ronde du Pays Basque
4ª tappa Kreiz Breizh Elites
- 2003 (Barloworld, una vittoria)

Ronde du Pays Basque
- 2004 (RAGT Semences, una vittoria)

3ª tappa Paris-Corrèze (Objat > Objat)
- 2011 (Bretagne-Schuller, una vittoria)

1ª tappa Boucles de la Mayenne (Saint-Berthevin > Sainte-Suzanne)
- 2012 (Bretagne-Schuller, due vittorie)

Val d'Ille U Classic 35
2ª tappa Tour de Bretagne (Vannes > Saint-Méen-le-Grand)

#### Altri successi
- 2011 (Bretagne-Schuller)

Prologo Tour Alsace (Sausheim, cronosquadre)
- 2012 (Bretagne-Schuller)

Classifica a punti Tour de Bretagne

## Piazzamenti

### Grandi Giri
- Giro d'Italia

2007: 89º

### Classiche monumento
- Milano-Sanremo

2007: 99º
2008: 116º
2010: 140º
- Giro delle Fiandre

2007: ritirato
- Parigi-Roubaix

2006: ritirato
2007: ritirato
- Liegi-Bastogne-Liegi

2005: ritirato

### Competizioni mondiali
- Campionati del mondo

Zolder 2002 - In linea Under-23: 10º